# Гюнтер, Дорис
Дорис Гюнтер (нем. Doris Günther; 3 августа 1978, Целль-ам-Зе, Зальцбург) — австрийская сноубордистка, выступающая в параллельном гигантском слаломе, параллельном слаломе и сноубордкроссе.

## Карьера
Впервые Гюнтер участвовала в международных соревнованиях 19 декабря 1998 года, выиграв гонку ФИС в Австрии в дисциплине параллельный слалом. В начале карьеры она участвовала сразу в нескольких дисциплинах, и на своём первом этапе Кубка мира участвовала в параллельном слаломе и сноубордкроссе.
До зимних Олимпийским играм 2002 в Солт-Лейк-Сити Гюнтер выиграла два этапа в параллельном гигантском слаломе, а также несколько раз занимала места на подиуме в других видах сноубординга. Она стала второй по итогам Кубка мира по параллельном гигантскому слалому, и смогла отобраться на Олимпиаду в этот вид программы, но не смогла финишировать в квалификации.
После этого Гюнтер не смогла занимать призовые места в следующем сезоне, и только в начале 2004 года стала второй на одном из этапов. В последующем году было ещё несколько вторых мест, и затем она вновь победила в Кубке мира. Участвуя в Олимпийских играх 2006 в Турине, она стала 14-й в сноубордкроссе и четвёртой в параллельном гигантском слаломе.
В следующий послеолимпийский сезон Гюнтер не становилась призёркой на этапах Кубка мира, но затем каждый год выигрывала хотя бы один раз. В 2009 году она одержала четыре победы, стала второй в кубке мира по параллельным видам и первой в общем зачёте, а также выиграла две серебряные медали на чемпионате мира.

## Призовые места на этапах Кубка мира

### 1-е место
Параллельный гигантский слалом
- 31 января 2009, Байришцелль, Германия
- 6 января 2009, Крайшберг, Австрия
- 14 декабря 2008, Лимоне Пьемонте, Италия
- 17 февраля 2008, Сунгво, Южная Корея
- 1 декабря 2001, Ишгль, Австрия
- 18 ноября 2001, Тин, Франция

Параллельный слалом
- 10 октября 2008, Ландграф, Нидерланды
- 3 марта 2006, Санкт-Петербург, Россия

### 2-е место
Параллельный гигантский слалом
- 1 февраля 2005, Марибор, Словения
- 20 февраля 2004, Саппоро, Япония
- 1 марта 2002, Саппоро, Япония

Параллельный слалом
- 25 февраля 2005, Сунгво, Южная Корея
- 19 февраля 2005, Саппоро, Япония
- 9 февраля 2001, Берхтесгаден, Германия

Сноубордкросс
- 16 февраля 2001, Саппоро, Япония

### 3-е место
Параллельный гигантский слалом
- 22 марта 2009, Вальмаленко, Италия
- 22 февраля 2009, Стоунем[англ.], Канада
- 8 марта 2008, Стоунем[англ.], Канада
- 20 января 2001, Бардонеккия, Италия

Параллельный слалом
- 9 января 2008, Бад-Гаштайн, Австрия

Сноубордкросс
- 17 марта 2001, Рука, Финляндия

## Зачёт кубка мира

### Общий зачёт
- 1998/99 — 85-е место (63 очка)
- 1999/00 — 47-е место (164 очка)
- 2001/02 — 3-е место (591 очко)
- 2002/03 — 5-е место (471 очко)
- 2003/04 — 5-е место (379 очков)
- 2005/06 — 6-е место (4835 очков)
- 2006/07 — 10-е место (3670 очков)
- 2007/08 — 4-е место (6550 очков)
- 2008/09 — 1-е место (7130 очков)

### Зачёт по параллельным видам
- 2001/02 — 11-е место (820 очков)
- 2002/03 — 20-е место (2420 очков)
- 2003/04 — 8-е место (4002 очка)
- 2004/05 — 3-е место (5100 очков)
- 2005/06 — 5-е место (3600 очков)
- 2006/07 — 9-е место (3250 очков)
- 2007/08 — 4-е место (4520 очков)
- 2008/09 — 2-е место (6070 очков)

### Зачёт по сноубордкроссу
- 1998/99 — 34-е место (160 очков)
- 1999/00 — 17-е место (1150 очков)
- 2000/01 — 7-е место (2590 очков)
- 2001/02 — 14-е место (1180 очков)
- 2002/03 — 7-е место (2130 очков)
- 2003/04 — 20-е место (1160 очков)
- 2004/05 — 35-е место (290 очков)
- 2005/06 — 20-е место (1235 очков)
- 2006/07 — 20-е место (420 очков)
- 2007/08 — 12-е место (2030 очков)
- 2008/09 — 15-е место (1060 очков)

### Зачёт по параллельному гигантскому слалому
- 1999/00 — 37-е место (360 очков)
- 2001/02 — 2-е место (5770 очков)

### Зачёт по параллельному слалому
- 1999/00 — 25-е место (1735 очков)
- 2000/01 — 11-е место (1540 очков)

### Зачёт по гигантскому слалому
- 1999/00 — 46-е место (140 очков)

### Зачёт по слалому
- 1998/99 — 53-е место (70 очков)

## Призовые места на чемпионатах Австрии

### 1-е место
- Гигантский слалом: 2000
- Параллельный гигантский слалом: 2001, 2002, 2009
- Параллельный слалом: 2006, 2008
- Бордеркросс: 2004, 2007

### 3-е место
- Параллельный гигантский слалом: 2010
- Параллельный слалом: 2000
- Слалом: 1999